# Patricio Garino
Patricio Garino, né le 17 mai 1993 à Mar del Plata en Argentine, est un joueur argentin de basket-ball. Il évolue au poste d'ailier.

## Biographie
En septembre 2017, Garino rejoint le Saski Baskonia, club espagnol de première division entraîné par son compatriote Pablo Prigioni. Il y signe un contrat de trois ans.
Au mois de juillet 2020, il signe un contrat pour une saison et une deuxième en option avec le club lituanien du Žalgiris Kaunas. Il joue très peu en raison d'une opération au genou en octobre et d'une convalescence qui dure jusqu'en mai 2021.
En août 2021, Garino s'engage avec Nanterre 92, club français de première division,. En novembre 2021, il est jugé « décevant » pour son faible apport à Nanterre. Il ne joue que 8 matches avec Nanterre.
En juillet 2022, Garino rejoint le Bàsquet Girona, club nouvellement promu en première division espagnole.

## Palmarès
- Champion de Lituanie 2021
- Champion d'Espagne : 2020
- Finaliste de la Coupe du monde 2019
- Finaliste du championnat des Amériques 2015
- Second-team All-Atlantic 10 2016
- Atlantic 10 All-Defensive Team 2014, 2015, 2016